# X-Men: Legacy
X-Men: Legacy, nata come X-Men (vol. 2), è stata la seconda serie a fumetti dedicata agli X-Men, gruppo di supereroi mutanti creato da Stan Lee, pubblicata negli Stati Uniti dalla casa editrice Marvel Comics. Esordita nell'ottobre 1991 come X-Men (vol. 2) la serie ha cambiato più volte nome nel corso degli anni pur mantenendo la numerazione progressiva.

## Storia editoriale

### X-Men(vol. 2), 1991-2001
Sull'onda del grande successo degli X-Men nel 1991 il curatore editoriale della Marvel, Bob Harras, decise di lanciare sul mercato una seconda testata dedicata agli eroi mutanti. Nonostante lo scetticismo dello sceneggiatore Chris Claremont che temeva una sovraesposizione del marchio, il nuovo mensile - intitolato semplicemente X-Men (la testata storica si intitolava all'epoca Uncanny X-Men) - fu pubblicato a ottobre con un lancio senza precedenti stabilendo un incredibile record di vendite tuttora imbattuto nel mondo dei fumetti superando gli 8 milioni di copie vendute. Nonostante il grande successo, le divergenze tra Harras e Claremont continuarono e indussero quest'ultimo ad abbandonare la testata e la Marvel Comics dopo i primi tre numeri.

### New X-Men(vol. 1), 2001-2004
Dopo un decennio in cui si succedettero alla guida vari team creativi nel luglio 2001 la testata fu rinominata New X-Men e affidata allo sceneggiatore Grant Morrison nel tentativo di innovarne i contenuti. Mentre Uncanny X-Men metteva in evidenza le qualità dei suoi protagonisti, Morrison si concentrò soprattutto sull'aspetto didattico dello Xavier Institute riformato come istituto scolastico anche a seguito dell'uscita dei film dedicati agli eroi della Marvel, introducendo nuovi personaggi e contemporaneamente mescolando a veterani come Ciclope, Wolverine, Jean Grey e Bestia, nuovi membri come l'ex criminale Emma Frost e l'ambiguo Xorn nel ruolo di insegnanti. Inoltre, il nuovo design delle uniformi opera di Frank Quitely e di altri disegnatori rinnovarono il look dei protagonisti introducendo le tute di pelle nera già adottate nella trasposizione cinematografica del fumetto.

### X-Men(vol. 2), 2004-2008
Nel giugno 2004 sotto la guida di Chuck Austen, già autore di Uncanny X-Men e subentrato alla guida di New X-Men col n. 155, la testata riassunse il titolo originale di X-Men a partire dal n. 157 all'interno dell'evento ReLoad.

### X-Men: Legacy(vol. 1), 2008-2012
Dal febbraio 2008 con il n. 208 venne rinominata X-Men: Legacy e incentrata sulle conseguenze degli eventi narrati nel crossover Messiah Complex. Già sceneggiata dal 2006 dall'inglese Mike Carey, la serie fece proprio il punto di vista narrativo di Xavier via via affiancato da un ventaglio di personaggi fra cui gli Accoliti, Gambit, Magneto, Sinistra ed il Club infernale. Accanto allo svolgimento delle trame principali riguardanti i mutanti, elemento caratterizzante della serie è stato l'utilizzo di flashback e sedute telepatiche per esplorare il passato dei personaggi risolvendo così alcuni interrogativi che ne costellavano la lunga quanto intricata storia.
A partire dal n. 226 (luglio 2009) Rogue, ora in grado di controllare i propri poteri, sostituì Xavier come protagonista e venne incaricata di fare da tutor ai giovani mutanti residenti ad Utopia. Dopo aver preso parte a Necrosha e Secondo avvento, la serie diede vita al crossover Age of X assieme a New Mutants (vol. 3) e come risultato si ebbe un ritorno alla formula "team-book" con l'aggiunta di Frenzy, Gambit, Legione, Magneto e Xavier.
Sfruttando l'iniziativa Regenesis a seguito dello Scisma degli X-Men in due fazioni guidate rispettivamente da Ciclope e Wolverine, la testata venne allineata con lo schieramento di quest'ultimo facendo trasferire Rogue e gli altri personaggi alla Jean Grey School for Higher Learning dove assunsero l'incarico di insegnanti per la nuova generazione di mutanti. Dopo sei anni passati al timone della testata, Mike Carey cedette il posto a partire dal n. 261 (gennaio 2012) ad un nuovo team creativo composto da Christos Gage (testi) con David Baldeon e Rafa Sandoval (disegni).
Al termine del crossover Avengers vs. X-Men a cui è stata collegata con vari tie-in, la testata venne chiusa con il n. 275 (ottobre 2012) per poi riprendere la pubblicazione di una seconda serie, sfruttando il rilancio del MU con Marvel NOW!, a partire dal n. 1 (novembre 2012) guidata da Simon Spurrier (testi) e Tan Eng Huat (disegni) con protagonista Legione, impegnato a trovare il proprio posto nella comunità mutante dopo la morte del padre.

## Contributi
| Sceneggiatori | Disegnatori |
| - Chris Claremont, 1991 - Jim Lee, John Byrne e Scott Lobdell, 1991-1992 - Fabian Nicieza, 1992-1995 - Scott Lobdell, 1995-1997 - Joe Kelly, 1997-1998 - Alan Davis, 1999-2000 - Chris Claremont, 2000 - Grant Morrison, 2001-2004 - Chuck Austen, 2004 - Peter Milligan, 2005-2006 - Mike Carey, 2006-2011 - Christos Gage, 2012 - Simon Spurrier, 2012-oggi | - Jim Lee, 1991-1992 - Andy Kubert, 1992-1996 - Carlos Pacheco, 1997-1998 - Adam Kubert, 1998-1999 - Alan Davis, 1999-2000 - Leinil Francis Yu, 2000-2001 - Frank Quitely, 2001-2003 - Contributi di altri illustratori tra cui Igor Kordey e Ethan Van Sciver - Nessun illustratore principale. Contributi di Phil Jimenez e Marc Silvestri, 2003-2004 - Salvador Larroca, 2004-2006 - Humberto Ramos, 2006-2007 - Chris Bachalo, 2006-2008 - Scot Eaton, 2008-2009 - Contributi di John Romita Jr., Greg Land, Billy Tan e Mike Deodato per le scene di flashback, 2008-2009 - Daniel Acuña, 2009-2010 - Clay Mann, 2010-2011 - David Baldeon, 2012 - Rafa Sandoval, 2012 - Tan Eng Huat, 2012-oggi |

## Formazione
| Numeri  | Personaggi prima serie |
| ------- | --- |
| 1-3     | Arcangelo, Banshee, Bestia, Colosso, Ciclope, Forge, Gambit, Uomo Ghiaccio, Jean Grey, Professor X, Psylocke, Rogue, Tempesta, Wolverine |
| 4-25    | Bestia, Ciclope, Gambit, Jubilee, Professor X, Psylocke, Rogue, Wolverine                                                                |
| 26-32   | Bestia, Ciclope, Gambit, Jubilee, Professor X, Psylocke, Revanche, Rogue                                                                 |
| 33-39   | Bestia, Ciclope, Gambit, Jubilee, Professor X, Psylocke, Rogue                                                                           |
| 40-49   | Arcangelo, Bestia, Alfiere, Ciclope, Gambit, Uomo Ghiaccio, Jean Grey, Professor X, Psylocke, Rogue, Tempesta                            |
| 50-57   | Arcangelo, Bestia, Alfiere, Cannonball, Ciclope, Gambit, Uomo Ghiaccio, Jean Grey, Professor X, Psylocke, Rogue, Tempesta, Wolverine     |
| 58-60   | Arcangelo, Bestia, Alfiere, Cannonball, Ciclope, Gambit, Uomo Ghiaccio, Jean Grey, Psylocke, Rogue, Tempesta, Wolverine                  |
| 61-65   | Cannonball, Ciclope, Jean Grey, Tempesta, Wolverine                                                                                      |
| 66-71   | Cannonball, Ciclope, Uomo Ghiaccio, Jean Grey, Tempesta, Wolverine                                                                       |
| 72-79   | Bestia, Cannonball, Cecilia Reyes, Maggott, Marrow, Tempesta, Wolverine                                                                  |
| 80-99   | Colosso, Gambit, Marrow, Nightcrawler, Professor X, Rogue, Shadowcat, Tempesta, Wolverine                                                |
| 100     | Arcangelo, Colosso, Nightcrawler, Professor X, Psylocke, Rogue, Shadowcat, Thunderbird, Wolverine                                        |
| 101-107 | Arcangelo, Colosso, Nightcrawler, Professor X, Psylocke, Rogue, Thunderbird, Wolverine                                                   |
| 108     | Arcangelo, Bestia, Jean Grey, Nightcrawler, Professor X, Psylocke, Rogue, Wolverine                                                      |
| 109-114 | Bestia, Ciclope, Jean Grey, Professor X, Wolverine                                                                                       |
| 115-121 | Bestia, Ciclope, Emma Frost, Jean Grey, Professor X, Wolverine                                                                           |
| 122-145 | Bestia, Ciclope, Emma Frost, Jean Grey, Professor X, Wolverine, Xorn                                                                     |
| 146-150 | Bestia, Ciclope, Emma Frost, Jean Grey, Professor X, Wolverine                                                                           |
| 151-154 | Tito Jerome Bohusk, E.V.A., Logan, Cassandra Nova-Xavier, Rover, Tom Skylark, Tre-In-Una                                                 |
| 155-156 | Bestia, Ciclope, Emma Frost |
| 157-164 | Gambit, Havok, Uomo Ghiaccio, Fenomeno, Polaris, Rogue, Wolverine                                                                        |
| 165-180 | Emma Frost, Gambit, Havok, Uomo Ghiaccio, Polaris, Rogue, Wolverine                                                                      |
| 181     | Ciclope, Emma Frost, Gambit, Uomo Ghiaccio, Rogue                                                                                        |
| 182-183 | Ciclope, Emma Frost, Gambit, Havok, Uomo Ghiaccio, Mystica, Pulse, Rogue                                                                 |
| 184-187 | Ciclope, Emma Frost, Havok, Uomo Ghiaccio, Mystica, Pulse, Rogue                                                                         |
| 188-191 | Cable, Cannonball, Ciclope, Emma Frost, Uomo Ghiaccio, Mystica, Rogue                                                                    |
| 192-200 | Cable, Cannonball, Uomo Ghiaccio, Lady Mastermind, Mystica, Sentinella Omega, Rogue, Sabretooth                                          |
| 201-204 | Cannonball, Uomo Ghiaccio |
| 205-207 | crossover Messiah Complex |
| 208-219 | Professor X |
| 220-225 | Gambit, Professor X, Rogue |
| 226-227 | Danger, Gambit, Rogue, Trance |
| 228-230 | Bling!, Rogue, Trance |
| 231-234 | Blindfold, Colosso, Gambit, Husk, Magneto, Nightcrawler, Psylocke, Rogue, Trance                                                         |
| 235-237 | crossover Secondo avvento |
| 238-241 | Anole, Indra, Loa, Magneto, Rogue |
| 242-243 | Ciclope, Colosso, Danger, Magneto, Sentinella Omega, Psylocke, Random, Rogue, Satiro, Hope Summers                                       |
| 244     | Blindfold, Madison Jeffries, Rogue |
| 245-247 | crossover Age of X |
| 248-253 | Frenzy, Gambit, Legione, Magneto, Professor X, Rogue                                                                                     |
| 254-260 | Frenzy, Gambit, Magneto, Rogue |
| 261-275 | Bestia, Cannonball, Frenzy, Gambit, Rachel Grey (Marvel Girl II), Rogue, Uomo Ghiaccio, Wolverine                                        |
|         | Personaggi seconda serie |
| 1-      | Legione |